# Richmond (Massachusetts)
Richmond es un pueblo ubicado en el condado de Berkshire en el estado estadounidense de Massachusetts. En el Censo de 2010 tenía una población de 1.475 habitantes y una densidad poblacional de 29,96 personas por km².

## Geografía
Richmond se encuentra ubicado en las coordenadas 42°23′1″N 73°21′33″O / 42.38361, -73.35917. Según la Oficina del Censo de los Estados Unidos, Richmond tiene una superficie total de 49.23 km², de la cual 48.39 km² corresponden a tierra firme y (1.7%) 0.84 km² es agua.

## Demografía
Según el censo de 2010, había 1.475 personas residiendo en Richmond. La densidad de población era de 29,96 hab./km². De los 1.475 habitantes, Richmond estaba compuesto por el 97.63% blancos, el 0.34% eran afroamericanos, el 0.34% eran amerindios, el 0.61% eran asiáticos, el 0% eran isleños del Pacífico, el 0.27% eran de otras razas y el 0.81% pertenecían a dos o más razas. Del total de la población el 1.49% eran hispanos o latinos de cualquier raza.